# 伊達村良
伊達 村良（だて むらよし）は、江戸時代中期の武士。陸奥国仙台藩一門第五席・登米伊達家9代当主。11代藩主斉義・12代藩主斉邦の祖父。

## 生涯
寛保3年（1743年）4月29日、仙台藩5代藩主・伊達吉村の八男として誕生。幼名は政五郎。
宝暦2年（1752年）、同母兄で登米伊達家8代当主・伊達村勝が陸奥一関藩3代藩主・田村村顕の養嗣子として迎えられることになったため、村勝に代わって登米伊達家9代当主となる。家禄平均法を施行し、財政の立て直しを行った。養蚕の奨励、琵琶湖からの鯉や鮒の移入なども行った。
明和3年（1766年）、薩摩藩8代藩主・島津重豪への対抗意識から猟官運動に狂奔していた甥で7代藩主・伊達重村が、幕閣の歓心を買うために手伝普請を積極的に引き受け、その費用を捻出するため家禄30石以上の藩士に年貢米の一部上納を命じた。村良はこれを中止するよう諫めたが、重村の勘気を蒙って50日間の蟄居を命じられた。
安永2年（1773年）の安永疑獄に際しては、岩谷堂伊達村富から計画への参加を持ちかけられたがこれを拒否。事件発生を知ると直ちに居館の登米要害から仙台へ上り、重村に事件の再審査を請求した。
天明6年12月2日（1787年1月20日）死去。享年44。長男・村資は兄の養子として天明2年（1783年）に一関藩主となっており、四男・村幸が家督を相続した。

## 系譜
- 父：伊達吉村
- 母：側室・恵心院（高橋治昌の娘・倫）
- 養父：伊達村勝（田村村隆） - 同母兄。はじめ登米伊達家第8代当主。のち田村氏に入嗣し一関藩第4代藩主。
- 側室：加藤氏、若生氏など
  - 田村村資 - 長男。田村村隆養子、一関藩第5代藩主。仙台藩第11代藩主・伊達斉義の父。生母は加藤氏
  - 伊達羊之助 - 次男。早世
  - 達 - 長女。早世
  - 藤 - 次女。石川村任室
  - 伊達純之助 - 三男。早世
  - 伊達村幸 - 四男。第10代当主
  - 伊達茂之助 - 五男。早世
  - 小原武親 - 六男。小原武春養子
  - 伊達勝之助 - 七男。早世
  - 康 - 三女。伊達村善婚約者?
  - 伊達宗充 - 八男。村幸養子、第11代当主。仙台藩第12代藩主・伊達斉邦の父。生母は若生氏
  - 祐 - 四女。三沢村延室

```
長松院
　┣━━━━伊達宗村━━伊達重村
伊達吉村
　┃　　　┏田村村隆　┏田村村資━━伊達斉義
　┣━━━┫　　　　　┃
　┃　　　┗伊達村良━╋伊達村幸
恵心院　　　　　　　　┃
　　　　　　　　　　　┗伊達宗充━━伊達斉邦

```